# Trinity Village (California)
Trinity Village es un lugar designado por el censo ubicado en el condado de Trinity en el estado estadounidense de California. En el año 2010 tenía una población de 297 habitantes.

## Geografía
Trinity Village se encuentra ubicado en las coordenadas 40°52′27.14″N 123°30′41.54″O / 40.8742056, -123.5115389.